# Briann January
Briann Jolie January (ur. 29 listopada 1983 w Spokane) – amerykańska koszykarka występująca na pozycji rozgrywającej, mistrzyni WNBA, od 2023 asystentka trenerki Connecticut Sun, w WNBA.
27 lutego 2019 przedłużyła umowę z Phoenix Mercury.
19 lutego 2020 trafiła w wyniku wymiany do Connecticut Sun. 2 lutego 2022 została zawodniczką Seattle Storm.
3 stycznia 2023 objęła funkcję asystentki trenerki Connecticut Sun.

## Osiągnięcia
Na podstawie, o ile nie zaznaczono inaczej.

### NCAA
- Uczestniczka rozgrywek:
  - Elite Eight turnieju NCAA (2007, 2009)
  - II rundy turnieju NCAA (2006–2009)
- Najlepsze defensywna zawodniczka roku konferencji Pac-10 (2008, 2009)
- Zaliczona do:
  - I składu:
    - najlepszych zawodniczek pierwszorocznych konferencji Pac-10 (2006)
    - Pac-10 (2009)

  - II składu Pac-10 (2008)
  - składu Honorable Mention:
    - All-Pac-10 (2007)
    - All-American (2008 przez Associated Press, 2009 przez AP, WBCA)
- Drużyna uczelni Arizona State zastrzegła należący do niej numer 20

### WNBA
- Mistrzyni WNBA (2012)
- Wicemistrzyni WNBA (2009, 2015)
- Finalistka pucharu WNBA Commissioner’s Cup (2021)[6]
- Uczestniczka meczu gwiazd NBA (2014)
- Zaliczona do:
  - I składu defensywnego WNBA (2012, 2014, 2015, 2016, 2021)[7]
  - II składu defensywnego WNBA (2013, 2017)
- Liderka WNBA w skuteczności rzutów za 3 punkty (2015, 2018)[8]

### Inne drużynowe
- Mistrzyni :
  - Euroligi (2022)[9]
  - Węgier (2021, 2022[10])
- Zdobywczyni Pucharu Węgier (2020, 2021)
- Finalistka pucharu:
  - Więgier (2022)[10]
  - Turcji (2015)
  - Izraela (2013)

### Inne indywidualne
- Zaliczona do:
  - I składu najlepszych zawodniczek zagranicznych tureckiej ligi KBSL (2015)[11]
  - II składu ligi:
    - izraelskiej (2013)[12]
    - tureckiej (2015)[11]

  - składu honorable mention ligi izraelskiej (2011)[13]
- Liderka ligi izraelskiej w asystach (2011, 2013)